# Mercedes Valdivieso
Mercedes Valdivieso (sinh ngày 1 tháng 3 năm 1924, ở Santiago de Chile - mất ngày 3 tháng 8 năm 1993) là một nhà văn người Chile. Tác phẩm đầu tay: La Brecha (Đột phá) vào năm 1961, được coi là một cuốn tiểu thuyết nữ quyền Mỹ Latinh mang tính bước ngoặt lịch sử. Cuốn tiểu thuyết này đã gây nên làn sóng bất bình trong lực lượng phản tiến bộ xã hội. Do đó tiểu thuyết đã được các nhà phê bình đón nhận nồng nhiệt. Họ nhấn mạnh tiểu thuyết như là một sự khởi đầu mang tính chất cách mạng, đả phá cách đối xử truyền thống đối với phụ nữ trong xã hội về đề cao vai trò phái nữ trong hôn nhân. Đột phá là một cuốn tiểu thuyết kết thúc với sự tự nhận thức về một cuộc sống trọn vẹn mà không cần phụ thuộc vào đàn ông của nhân vật nữ anh hùng. Nhờ tính cách táo bạo, Mercedes Valdivieso đã phá bỏ rào cản giữa tính lãng mạn và tính hiện thực xã hội. Trong các tác phẩm của mình, bà nhấn mạnh một xã hội hiện thực nơi phụ nữ được coi là vô giới, là biểu tượng của đức hạnh và luôn phải phụ thuộc vào đàn ông để đáp ứng các nhu cầu thiết yếu của cuộc sống. Valdivieso cũng là người sáng lập và giám đốc của tạp chí đàn ông Adan. Bà dạy môn ngữ văn tại Đại học Bắc Kinh, Đại học Houston, Đại học bang Stephen F. Austin ở Nacogdoches, Đại học St. Thomas ở Houston và bà được phong Giáo sư danh dự tại Đại học Rice.

## Các tác phẩm
- La Brecha, novel, Zig Zag Publishing Company, Santiago de Chile, 1961, 5 phiên bản, 160 trang.
- Babel, a story in Antologia del Cuento Realista Chileno, by moretic y Orellana,Austral (publishers), Santiago de Chile, 1962
- La Tierra que les Dí, novel, Zig Zag, Santiago de Chile, 1963, 2 phiên bản. Translated into Polish, Dziesiec Palcow, Czytelnik, 1968.
- Los Ojos de Bambú, novel, Zig Zag, Santiago de Chile, 1964, 250 trang.
- Las Noches y un Dia, novel, Seix Barral, Barcelona, 1971, 257 trang.
- Breakthrough, translated by Graciela S. Daichman, 1988.
- Maldita yo entre las Mujeres, historic novel, Planeta, Santiago de Chile, 1991.

## Bài báo chọn lọc
- Ruptura y Tradicion, phỏng vấn với Octavio Paz, Ercilla, Santiago de Chile, tháng 1 năm 1970.
- Del Tlatoani al Caudillo, phỏng vấn với Octavio Paz, tại Literary Supplement of Siempre, Mexico, tháng 4 năm 1970.
- Two Literary Approaches to the Problem of Existence: El Extranjero của A.Camus và El Tunel của E.Sabato, Nhà xuất bản người Tây Ban Nha-Brazil, Đại Học Houston, 1970.
- Gabriela Mistral: Fundadora de una Tradicion, El Sol de Mexico, Literary Supplement, Mexico, tháng 1 năm 1976.
- World Hope in Sisterhood, Breakthrough (newspaper), Houston, tháng 1 năm 1976.
- La Octava Cara del Dado, El Sol de Mexico, Literary Supplement, Mexico, tháng 1 năm 1976.
- Imagenes de una era Contradictoria, El Sol de Mexico, Literary Supplement, Mexico, tháng 3 năm 1976.
- Congreso Interamericano de Mujeres Escritoras, El Sol de Mexico, Newspaper, tháng 5 năm 1976.